# Punta Holchit
Punta Holchit es un pequeño cabo en la costa norte de la península de Yucatán, ubicado sobre  la línea del litoral que encierra la laguna o el estero de Ría Lagartos, al norte de la población del mismo nombre, en el estado de Yucatán, México. 

## Puntas
En la Península de Yucatán el término Punta se utiliza para designar las formaciones que configuran el litoral. 

"Por su morfología es posible distinguir dos tipos de Puntas: los extremos del cordón litoral que señalan las entradas de mar hacia los esteros y, por otro lado, las salientes de tierra hacia el mar, sean arenosas o pétreas, y que marcan un cambio de dirección en el trazo de la línea del litoral".